# Iphinoe crassipes
Iphinoe crassipes is een zeekommasoort uit de familie van de Bodotriidae. De wetenschappelijke naam van de soort is voor het eerst geldig gepubliceerd in 1895 door Hansen.